# Caharet
Caharet település Franciaországban, Hautes-Pyrénées megyében. Lakosainak száma 30 fő (2022. január 1.). Caharet Péré, Bégole és Lutilhous községekkel határos.

## Népesség
A település népességének változása:
| Lakosok száma | 26   | 33   | 38   | 37   | 38   | 38   | 36   | 33   | 30   |
|               | 2013 | 2015 | 2016 | 2017 | 2018 | 2019 | 2020 | 2021 | 2022 |